# 롤란트 마테스
롤란트 마테스(독일어: Roland Matthes, 1950년 11월 17일 ~ 2019년 12월 20일)는 전 동독의 수영 선수이자, 배영을 전문으로 활약하였다.
튀링겐주 푀스네크 출신의 마테스는 최고의 성공적 배영 선수였다. 1967년 4월부터 1974년 8월까지 7년동안 자신이 참가한 모든 배영 경기에서 우승하였다. 그는 4개의 유럽 선수권, 3개의 세계 선수권 타이틀을 거머쥐며 21개의 세계 기록을 세웠다. 또한 100m 자유형, 200m 경영, 100m 접영에서 유럽 기록을 보유하기도 하였다.
1968년부터 1976년까지 3개의 올림픽에서 4개의 금메달, 2개의 은메달, 2개의 동메달을 획득하였는 데, 멕시코시티 올림픽과 뮌헨 올림픽에서 100m와 200m 배영 타이틀을 2연승하기로 유명하였다.
1967년부터 1971년까지, 1973년과 1975년 7번이나 전 독일 민주 공화국의 올해의 선수로 선정되었고, 1981년 국제 수영 명예의 전당에 입성되었다.
1970년부터 1977년까지 그는 라이프치히에서 스포츠 과학을, 그리고 1978년부터 1984년까지 예나 대학교에서 의학을 전공하였다. 졸업 후, 그는 정형외과의 의사로 일하였다. 1976년 수영에서 은퇴한 그는 1978년 5월 동료 동독의 올림픽 수영 선수 코르넬리아 엔더와 결혼하였다. 1982년 부부는 이혼하였다.
69세의 나이로 바덴뷔르템베르크주 베르트하임에서 사망하였다.

## 같이 보기
- 수영 배영 100m 세계 기록 추이
- 수영 배영 200m 세계 기록 추이
- 수영 혼계영 400m 세계 기록 추이